# Hervé Juvin
Hervé Juvin é um político francês eleito membro do Parlamento Europeu em 2019.
Ele é autor do livro The Coming of the Body, que examina os efeitos de uma vida humana mais longa na sociedade e no indivíduo.